# Dietz Edzard
Dietz Edzard, né le 30 mars 1893 à Brême et mort le 8 janvier 1963  à Paris, est un peintre, graveur et illustrateur allemand.

## Biographie
Dietz Edzard est né à Brême de Conrad Reinhard Edzard et Hermine Madeleine Melchers.
Il travaille en 1911 à Berlin sous la direction de Max Beckmann et expose à Amsterdam en 1920. Il s'installe en Bavière puis en Lituanie qu'il quitte en 1927 pour émigrer à Paris. Il habite d'abord Rue du Sabot puis se fixe en Provence.
En 1929, il présente au Jeu de Paume à l'Exposition des peintres-graveurs contemporains, trois eaux-fortes : Couple couché, Deux têtes et Cierges allumés.
Il épouse Emmy Bayer. En 1938, après le divorce, il épouse en secondes noces la peintre Suzanne Eisendieck.
Il est connu aussi pour les illustrations des Frères Karamazov de Fiodor Dostoïevski.
Il est mort à son domicile parisien de la Rue des Saints-Pères, à l'âge de 69 ans.

## Œuvres[4]
- Portrait de Sent M'ahesa
- Maternité
- L'aveugle
- Le boiteux
- Le suicidé
- La folie
- Loge d'artiste
- Banlieue de Berlin
- La Maison rouge
- Boulevard des Italiens
- Place Clichy
- Paysage de Provence